# 八幡が丘
八幡が丘（やはたがおか）は、広島県広島市佐伯区の地名。郵便番号は731-5117（安芸五日市郵便局管区）。一丁目から二丁目まである。平成27年（2015年）現在、当地域の人口は1,420人

## 地理

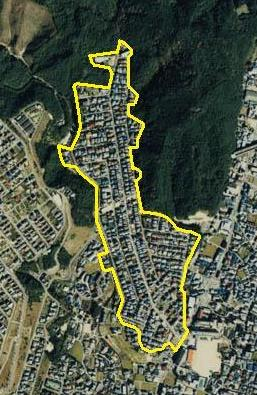
八幡が丘の範囲

JR西日本山陽本線五日市駅から北に約4キロメートルの地点に位置し、県道41号線が東側を通り、
団地の中央地下を山陽新幹線がトンネルで通過する丘陵地。

## 歴史
- 1969年（昭和44年）春 - 起工[2]
- 1974年（昭和49年）- 宅地造成が完工[2]

## 開発業者
- 川崎建設株式会社（現・川汽不動産株式会社）[2]
- 保井田土地区画整理組合（事業主体）[2]

## 交通

### バス
団地内に路線バスの運行はない。最寄のバス停は広電バス八幡学校バス停。

### 道路
西広島バイパスを五日市ランプで降り、波出石交差点を右折し県道41号線を北上。八幡ヶ丘入口交差点を左折。

## 進学先学校
- 広島市立八幡小学校
- 広島市立城山中学校